# Denis Julien
Pour les articles homonymes, voir Julien.
Denis Julien est un trappeur et explorateur américain né vers 1772. Il est surtout connu pour son activité dans le Sud-Ouest des États-Unis dans les années 1830 et 1840, à une époque où il y a peu d'hommes d'ascendance européenne dans la région. Il y a laissé au moins huit inscriptions lapidaires qui permettent de documenter ses déplacements. Quatre sont aujourd'hui inscrites au Registre national des lieux historiques.

## Inscriptions

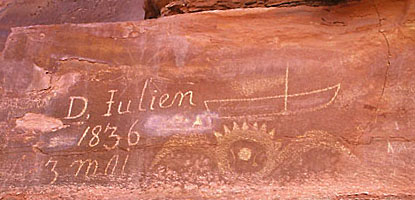
Photographie de l'inscription du 3 mai 1836.

| Nom                      | Date de création | Comté                     | Aire protégée                 | Date de protection au NRHP |
| ------------------------ | ---------------- | ------------------------- | ----------------------------- | -------------------------- |
| Denis Julien Inscription | 3 mai 1836       | Comté de Grand, Utah      | —                             | 23 mai 1991                |
| Denis Julien Inscription | 1836             | Comté de San Juan, Utah   | Parc national des Canyonlands | 7 octobre 1988             |
| Denis Julien Inscription | 1838             | Comté de Moffat, Colorado | Dinosaur National Monument    | 19 décembre 1986           |
| Julien Inscription Panel | 9 juin 1844      | Comté de Grand, Utah      | Parc national des Arches      | 6 octobre 1988             |